# Ута Франц
Ута Франц (нім. Uta Franz, при народженні Францмайр (Uta Franzmair), у шлюбі Трой; 19 вересня 1935, Бад-Гастайн — 17 серпня 2012, Філлах) — австрійська кіноакторка.

## Біографія
Народилася в сім'ї власника готелю і, закінчивши школу, вирішила здобути мовну освіту. Після закінчення навчання у Швейцарії вирушила практикуватися в італійській мові до Риму, де її помітили та відкрили для кіно.
Дебютувала в 1953 році у фільмі італо-французького виробництва «Вілла Боргезе». Через рік Франц знялася у своєму другому фільмі «Парижанка в Римі», де її партнером на знімальному майданчику став кінолегенда Пауль Гербігер. 1955 року Ернст Марішка запросив Уту Франц на роль принцеси Олени Баварської у фільмі «Сіссі». Попри творчий успіх у цьому фільмі, Ута Франц вирішила залишити акторську кар'єру та не знімалась у кіно після 1957 року. Фільм «Сіссі. Важкі роки імператриці» став її сьомим та останнім фільмом.
Ута Франц одружилася, народила сина і проживала з сім'єю в Австрії. Похована на місцевому Лісовому цвинтарі у Філаху.

## Фільмографія
- 1954 — Парижанка в Римі / Una Parigina a Roma
- 1955 — Королівський вальс / Königswalzer
- 1955 — Сіссі
- 1957 — Сіссі. Важкі роки імператриці